# IC 3637
IC 3637 — галактика типу S0/D () у сузір'ї Волосся Вероніки.
Цей об'єкт міститься в оригінальній редакції індексного каталогу.